# Iphione hirta
Iphione hirta är en ringmaskart som beskrevs av Jean Louis Armand de Quatrefages de Bréau 1866. Iphione hirta ingår i släktet Iphione och familjen Polynoidae. Inga underarter finns listade i Catalogue of Life.